# Die arkadischen Hirten
Die arkadischen Hirten ist der Titel von zwei Gemälden des französischen Malers Nicolas Poussin. Die Bilder werden auch als Die Hirten von Arkadien oder Et in Arcadia Ego bezeichnet.

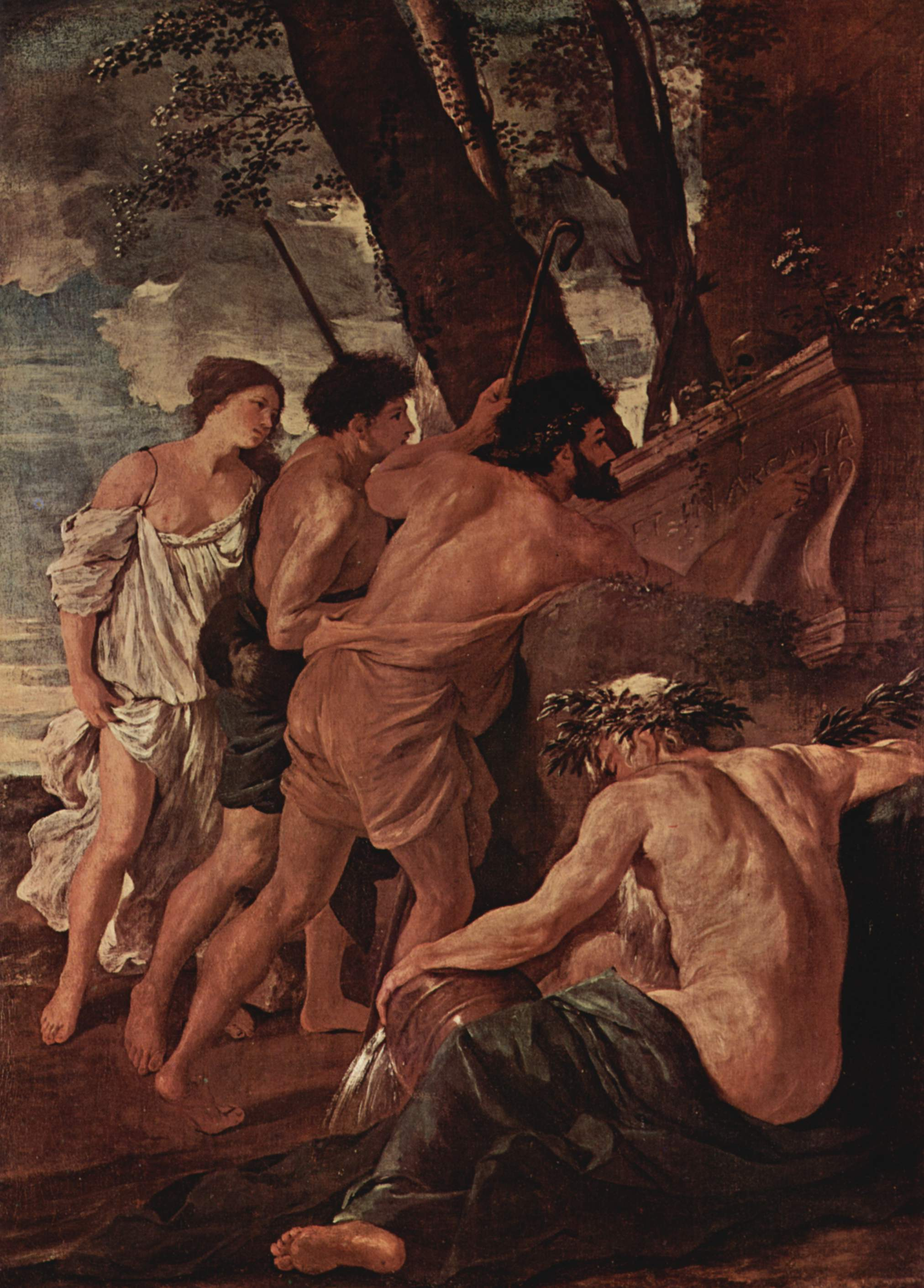
Die arkadischen Hirten, 1. Fassung, Devonshire Collection, Chatsworth, 1627

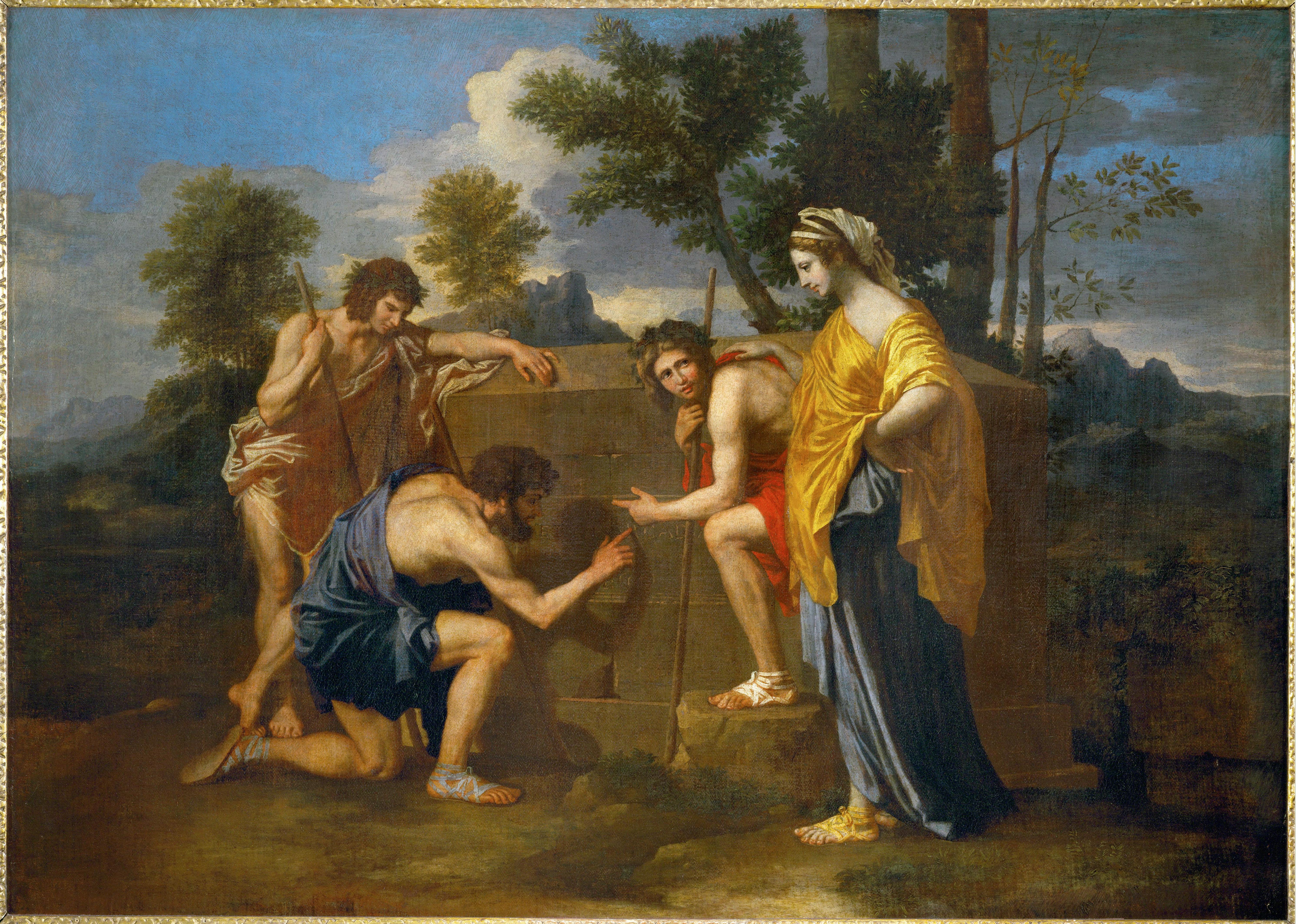
Die arkadischen Hirten, 2. Fassung, 1637/38, Louvre

Beide Bilder zeigen eine Gruppe von idealisierten Hirten vor einem antiken Grabmal mit der Inschrift ET IN ARCADIA EGO. Die beiden Fassungen, die im Abstand von rund zehn Jahren entstanden sind, werden in Chatsworth House in Devonshire und im Louvre aufbewahrt.

## Daten
Die arkadischen Hirten
The Arcadian Shepherds
um 1627
Öl auf Leinwand
101 × 82 cm
Devonshire Collection, Chatsworth House, Chatsworth
Die arkadischen Hirten
Les Bergers d’Arcadie
um 1637/1638
Öl auf Leinwand
87 × 120 cm
Musée du Louvre
Inventar-Nummer INV 7300

## Provenienzen
Das Bild aus Chatsworth House wird in einem um 1677 angelegten Inventar des Kardinals Camillo Massimi, einem von Poussins wichtigsten Mäzenen, verzeichnet. Ende des 17. Jahrhunderts kam das Bild in die Sammlung des Louis-Henri de Loménie de Brienne (1635–1698), seit 1761 gehörte es William Cavendish, 4. Duke of Devonshire. Heute ist es Teil der Devonshire Collection in Chatsworth House, Derbyshire.
Das im Besitz des Louvre befindliche Bild wurde von Bellori in den Vite de’ pittori, scultori et architetti moderni von 1672 erwähnt. 1685 wurde es von Ludwig XIV. erworben und ging in der Folge in die Sammlung des Louvre ein.

## Beschreibung
Die beiden Bilder Poussins weisen erhebliche formale Unterschiede auf.
Die frühe Fassung zeigt im Hochformat eine Waldlandschaft mit einem hoch aufgesockelten Sarkophag, auf dem ein Totenkopf liegt. Im Vordergrund lagert ein mit Lorbeer oder Olivenzweigen bekränzter Flussgott, die Personifikation des Alpheios, der durch Arkadien fließt, und der in der Arkadienpoesie häufig eine Rolle spielt.  Zwei Hirten und eine Hirtin lesen erregt und mit gespannter Aufmerksamkeit die Inschrift ET IN ARCADIA EGO. Im Bild dominieren warme Braun- und Ockertöne.
Für die spätere Fassung des Themas hat Poussin ein Querformat gewählt. In einer bukolischen Landschaft unter einem heiteren Himmel und vor den aufragenden Bergen Arkadiens im Hintergrund, befindet sich, parallel zum Betrachter, ein schlichtes, aus Steinblöcken aufgemauertes Grabmonument mit der gleichen Inschrift. Vier Personen, symmetrisch angeordnet, befinden sich ruhig und in kontemplativer Haltung vor dem Monument, wobei die beiden knienden Hirten, die der Inschrift mit ihren Zeigefingern folgen, von zwei stehenden Personen flankiert werden. Ein junger Hirte stützt sich auf das Monument und betrachtet versonnen den vor ihm knienden Gefährten. Eine weibliche, antik gekleidete Figur flankiert gleich einer Statue die rechte Seite der Gruppe. Sie hat ihre Hand auf die Schulter des jungen Hirten gelegt, der auf die Inschrift zeigt und der sie fragend anschaut. In diesem Bild gibt es keinen Totenkopf als Sinnbild eines Memento mori.
Die unterschiedlichen Stimmung der beiden Bilder spiegelt sich in ihren formalen und stilistischen Unterschieden wider, die emotionale Verfasstheit der Personen zeigt sich auch in der der Komposition.
Erstaunen und Aufgeregtheit der Beteiligten wird im ersten Bild durch die gegenläufige Bewegung der sich synchron bewegenden Hirtengruppe auf der einen und den dunklen in den Vordergrund strebenden Baumstämmen auf der anderen Seite verdeutlicht. Sich kreuzende Diagonale, ein tiefer Fluchtpunkt, ein niedriger Horizont lassen den Sarkophag monumental und überwältigend wirken.
Die kontemplative und elegische Stimmung des zweiten Bildes wird durch kühle Farbe und eine auf Symmetrie, Klarheit, Ausgewogenheit und Harmonie angelegte Komposition erzeugt. Die bogenförmige über die Mitte des Bildes laufende Horizontlinie umfasst die symmetrisch und bildparallel aufgebaute Personengruppe, die beiden statuarisch aufgefassten Randfiguren rahmen die in der Komposition komplementären Hirten ein.

## Et in Arcadia ego
Der lateinische Satz ET IN ARCADIA EGO ist eine Ellipse: Es fehlt die Verbindung zwischen Subjekt und Prädikat (die Kopula esse), was je nach dem Sinnzusammenhang im Präsens oder in einer nichtpräsentischen Form zu ergänzen ist. Das erlaubt keine eindeutige Übertragung in eine andere Sprache und führte zu unterschiedlichen Übersetzungen und Interpretationen. Diese hatten wiederum unterschiedliche Deutungen der Bilder zur Folge.
Während Bellori 1672 den Satz im Sinne von „dass das Grab sich noch in Arkadien befindet und dass der Tod inmitten des Glücks seinen Platz hat“ verstanden hat, schlug André Félibien, Biograph, Bewunderer und eifriger Propagandist der Werke Poussins, eine andere Deutung vor: „Arkadien ist eine Gegend, von der die Dichter als köstliches Land gesprochen haben: doch hat man durch diese Inschrift betonen wollen, daß derjenige, der sich im Grab befindet, in Arkadien gelebt hat, und daß der Tod inmitten der Glückseligkeit anzutreffen ist.“

## Interpretationen
Auftraggeber und Auftragssituation sind nicht bekannt, es gibt keine Ausführungen von Poussin selbst zu den Bildern, und zeitgenössische Quellentexte, auf die sich die Interpreten beziehen könnten, sind nicht vorhanden. Interpretationen müssen sich daher zunächst auf Informationen stützen, die die Bilder selbst hergeben. Grundsätzliche Unterschiede ergeben sich vor allem durch unterschiedliche Auslegung der lateinischen Inschrift einerseits und aus dem Versuch, andererseits die weibliche Figur zu erklären.
Ausgangspunkt für alle Deutungen ist der lateinische Satz ET IN ARKADIA EGO, für den es bisher keine Belegstelle in der antiken oder mittellateinischen Literatur gibt und der erstmals überhaupt auf dem Bild der Arkadischen Hirten von Il Guercino aus den frühen Zwanzigern des 17. Jahrhunderts auszumachen ist.
Grabmal, Inschrift und Totenschädel der frühen Fassung lassen den Schluss zu, dass es sich – wie auch bei Il Guercino – um ein Memento Mori-Bild handelt, in dem der Topos vom Tod, der im Leben und Erleben des Glücks allgegenwärtig ist, visualisiert wird.
Anders das Louvre-Bild: Grabmal und Inschrift sind zwar vorhanden, es fehlt jedoch der Totenschädel mit seiner plakativ-eindeutigen Botschaft. Diese Fassung wurde in der Kunstwissenschaft unterschiedlich oder sogar kontrovers interpretiert.
Nach Panofskys mit Mitteln der Ikonologie in Gang gesetzten Deutung kamen andere aus der Perspektive der Philologie, vor allem, was das Arkadienbild Vergils und seine Folgen in Kunst und Literatur betrifft, der Semiologie sowie unter philosophischen und psychoanalytischen Aspekten hinzu.
Erwin Panofsky hat sich 1936, nach seiner Flucht aus Deutschland, zum ersten Mal mit den Methoden der Ikonologie mit dem Thema auseinandergesetzt, 1955 eine erweiterte und revidierte Fassung seiner ersten Analyse verfasst und 1968 einen weiteren ergänzenden Aufsatz zu diesem Thema veröffentlicht.
Panofsky geht vor allem auf die bisherigen Übersetzungen der Inschrift ein und analysiert den Wandel der Interpretationen. Er stellt fest, dass die bis heute am meisten verbreitete Übersetzung „Auch ich war in Arkadien“ dem Originaltext bzw. der lateinischen Grammatik nicht gerecht werde. Sie sei vielmehr erst durch Poussins zweites Bild nahegelegt worden, in der sich eine elegische Stimmung manifestiere. Zwar werde in der Fassung „Auch in Arkadien [bin] ich“ der lateinischen Grammatik Gewalt angetan, doch erst in der neuen Bedeutung sei Poussins Komposition Gerechtigkeit widerfahren.
Dagegen geht die jüngste Interpretation des Satzes durch Louis Marin [1985] von einem semantischen Ansatz aus und wirft die Frage nach dem Ego auf, das in dem Bild spricht; ist es der im Grab Bestattete oder aber der Autor des Bildes selbst? Marins Ansatz hatte weitere Varianten der Interpretation zur Folge.
Der Marburger Philosoph Reinhard Brandt interpretiert die weibliche Figur als Pittura, die Allegorie der Malerei, bzw. in seinem Arkadien-Buch von 2005 als diese, die auch zugleich als Daphne-Laura eine Allegorie des Ruhms der Malkunst darstelle. Poussins Figur ist zwar mit keinem der damals üblichen Attribute ausgestattet, der Lorbeer spielt aber als Hintergrund des Grabmals und als Kranz auf den Häuptern der Hirten eine nicht zu übersehende Rolle. Dargestellt werde die Entdeckung der Malkunst durch den Menschen, wie es Plinius im Buch 35 seiner Naturalis historia erzählt. Zu lesen sei das Bild als Beitrag Poussins zu der damals virulenten Debatte, ob die Malerei, die ja nicht in den Kanon der sieben Artes Liberales aufgenommen war, nur ein Handwerk ist, sondern vielmehr einen gleichberechtigten Rang unter den Künsten einnimmt. Nach Brandts Interpretation ist daher die Sprecherin des Satzes „Et in Arcadia Ego“ die Malerei selbst.
Der französische Philosoph Jean-Louis Vieillard-Baron (* 1944) deutet den lateinischen Satz als „Ich, der Maler, ich überlebe den Tod im Land der Künstler, die durch ihre Werke unsterblich geworden sind“
Er betrachtet die Arkadischen Hirten aus philosophischer Sicht als eine Meditation Poussins über die Malerei und über den Tod. „Es ist in erster Linie ein Werk der Meditation: Die Meditation über das Handwerk des Malers und über den Tod ruft die bildliche Repräsentation hervor, sie ist die Quelle des Bildes, das seinerseits Meditation von der Seite des Betrachters aus in Gang setzt.“
Viellard-Baron setzt Poussins Bild in den Kontext einer Gedankenwelt, die von platonischen Vorstellungen geprägt ist.
Das mythische Arkadien ist die Heimat der Dichter. Auch der Maler des Bildes, repräsentiert durch EGO, ist in Arkadien zu Hause. Die Unsterblichkeit der Schönheit (l’immortalité du beau) wird im Bild symbolisiert durch die Gestalt der antik gekleideten Frau. Die Schönheit entkommt dem Tod, denn dank der Kunst des Malers bleibt sie vor unseren Augen gegenwärtig.

## Rezeption

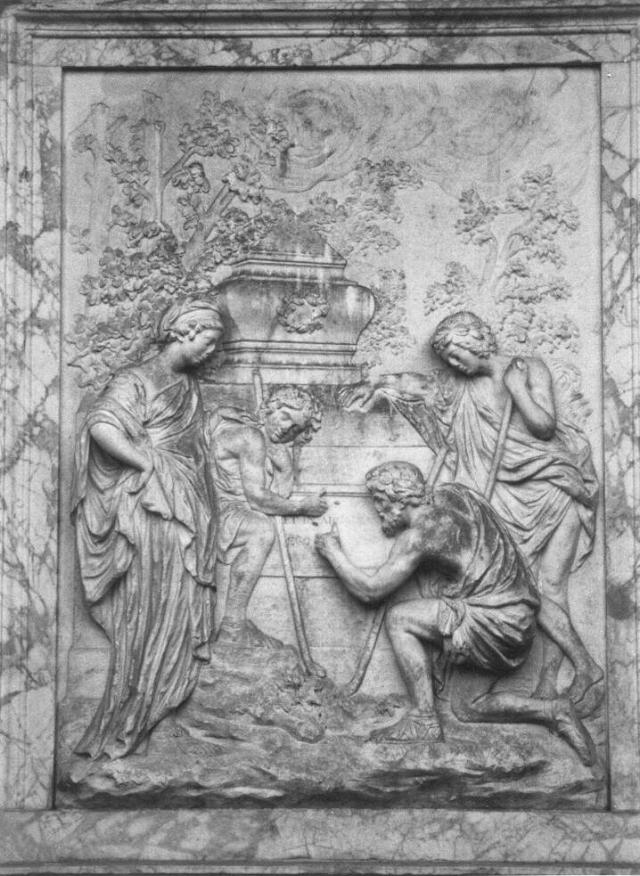
Relief im Park von Shugborough Hall, Staffordshire

Zwischen 1748 und 1763 ließ der englische Architekt Thomas Anson im Park des Familiensitzes Shugborough Hall in Staffordshire durch den flämischen Bildhauer Peter Scheemakers (1691–1781) ein Grabmonument für seinen Bruder George Anson errichten. Das Relief auf dem Monument zeigt spiegelverkehrt einen Ausschnitt aus der Louvre-Fassung der Arkadischen Hirten. Unterhalb des Reliefs ist eine Tafel mit der Inschrift O.U.O.S.V.A.V.V & D.M. angebracht, deren Bedeutung bis heute nicht entschlüsselt ist. Sie beschäftigte Kryptologen aller Art und ist Gegenstand von Spekulationen, die auch in der Mystery- und Comicproduktion der Gegenwart, sowie in Geschichten, die sich um den Templerorden und den Heiligen Gral ranken, ihren Niederschlag gefunden haben.

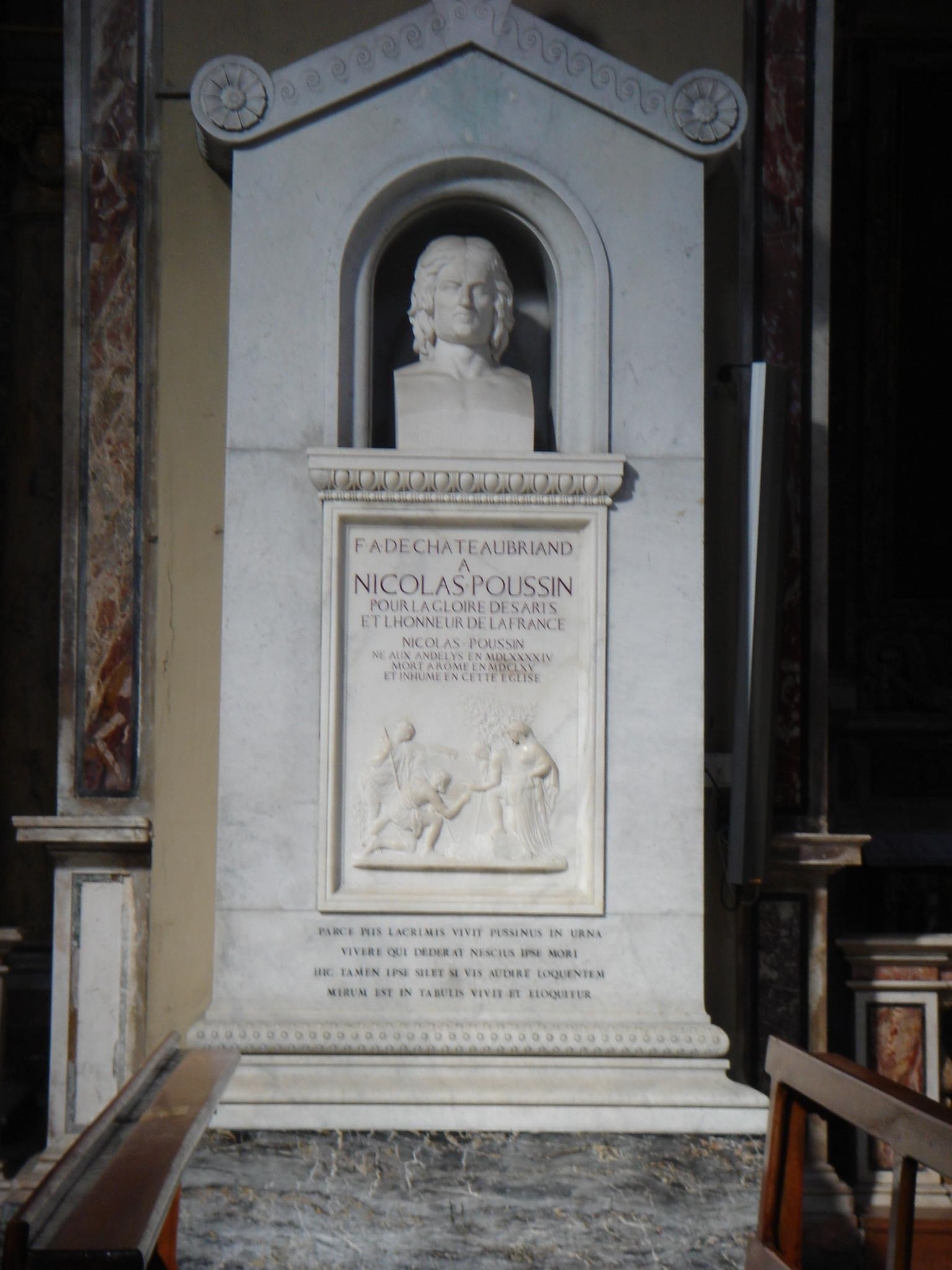
Kenotaph für Poussin in der Kirche San Lorenzo in Lucina in Rom

1828 stiftete Chateaubriand, damals französischer Botschafter am Heiligen Stuhl in Rom, ein Kenotaph für Poussin, der in der Kirche San Lorenzo in Lucina begraben ist. Mit der Ausführung der Marmorstele beauftragte er drei Prix-de-Rome-Stipendiaten der Villa Medici in Rom. Der Bildhauer Léon Vaudoyer entwarf das Gesamtkonzept, Louis Desprez (1799–1870) führte die bildhauerischen Arbeiten einschließlich Relief aus und Paul Lemoyne (1784–1873) schuf die Büste Poussins. Das Relief auf der Marmorstele zeigt ebenfalls einen Ausschnitt aus der Louvre-Fassung der Arkadischen Hirten mit dem Sarkophag, der Inschrift ET IN ARCADIA EGO, zwei Hirten und der allegorischen Figur.